# ジュリオ・レジーニ暗殺
「ジュリオ・レジェーニの暗殺」（Murder of Giulio Regeni）は、2016年1月から2月の間にエジプトで起こったエジプト諜報機関によるイタリア人学生の誘拐殺人事件。

## 事件の概要
被害者はジュリオ・レジェーニ（Giulio Regeni）というケンブリッジ大学の哲学博士課程に在籍していたイタリア人の男子学生である。 論文執筆のため2015年9月からエジプトのカイロに滞在していたが、2016年1月25日、タハリール広場の抗議5周年の日に行方不明になった。2016年2月3日、カイロ近郊の高速道路の側溝から遺体で発見された。
発見された遺体からは、明らかな拷問の痕跡が見られた。激しい暴行により全身20箇所以上に及ぶ骨折、複数の刺し傷、切り傷にタバコを押し付けられたとみられる火傷痕も見つかった。直接的な死因は脳出血と頸椎損傷とされる 。
ジュリオは、アブドルファッターフ・アッ＝シーシー政権に反対した地元の組合運動に関する学術調査中、エジプトの諜報機関に誘拐されたと考えられている。しかしながら、ジュリオと抗議運動の活動との直接的な関係や関与は示されていない。
2016年3月24日、エジプト警察は事件でジュリオ誘拐の犯人とされるギャングの男4人を射殺したと発表した。あるギャングメンバーの自宅を急襲したところ、彼のパスポートや学生のIDカードなど、ジュリオの私物をいくつか見つけたと述べている。しかしデクラン・ウォルシュをはじめとするジャーナリスト達によると、アリバイは疑わしいものだった。「イタリア政府の調査官が電話による記録を使って、ギャングのリーダーであるタリク・アブドゥル・ファタが、カイロから北に60マイル、ジュリオを誘拐した疑いがあることを示した」新しいカイロ検察庁は、このギャング達が彼の殺害に関与したことを後に否定した、事件が国家の関与と組織的に証拠を隠蔽しているのではと疑念を持つ者の間で混乱と怒りを生み出し、その陰惨な拷問と殺害に対して世界的な怒りを巻き起こした。

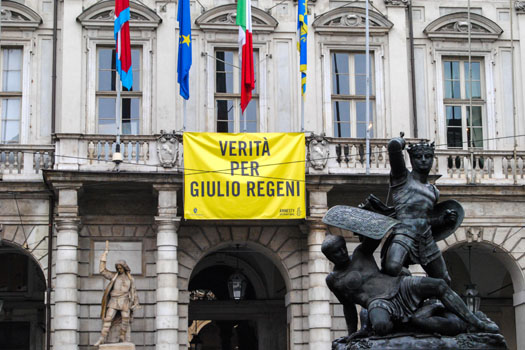
イタリア、 トリノの市庁舎のバナー「 ジュリオ・レジェーニの真実 」（ ジュリアレ ジェニによるベリタ ）

2021年10月、4人のエジプト人警察官の裁判が彼らの不在でローマで始まった。彼らはジュリオ・レジーニ殺害の背後にいると非難されている。

## フィルモグラフィー
- Carlo Bonini; Giuliano Foschini. Nove giorni al Cairo: tortura e omicidio di Giulio Regeni [Nine days at Cairo: torture and murder of Giulio Regeni] (webseries) (イタリア語). la Repubblica. 2017年4月13日閲覧。